# Naissance en 1200
Naissance
- 1196
- 1197
- 1198
- 1199
- 1200
- 1201
- 1202
- 1203
- 1204

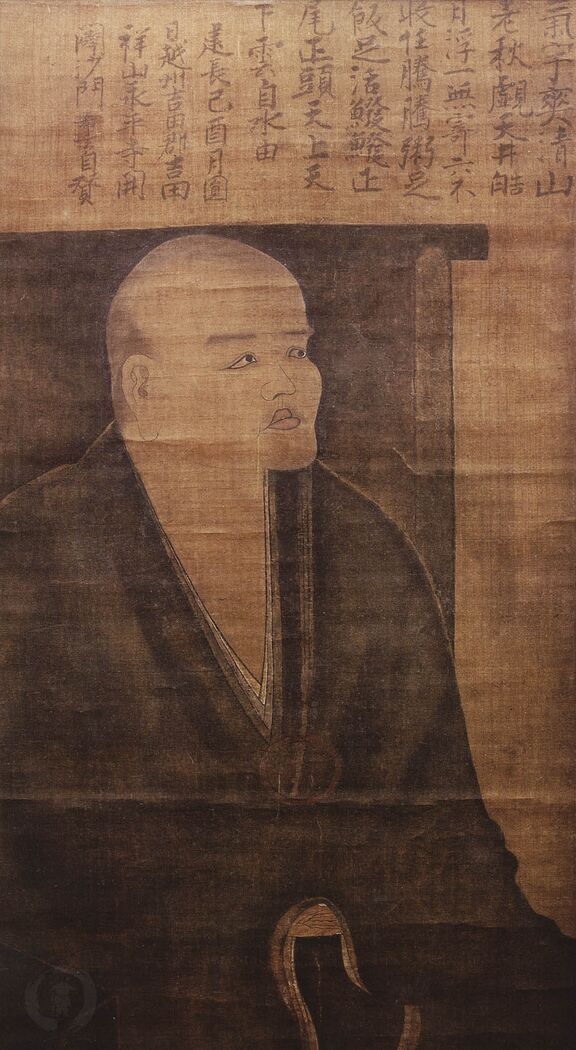
Dogen, né en 1200.

Cette page dresse une liste de personnalités nées au cours de l'année 1200 :
- 19 janvier : Dōgen, fondateur de l'école Sōtō du bouddhisme zen au Japon.
- 20 octobre : prince Masanari, prince de la famille impériale du Japon et poète du début de l'époque de Kamakura.
- 28 octobre : Louis IV de Thuringe, landgrave de Thuringe.

- Athir al-Din al-Abhari, philosophe, astronome et mathématicien perse.
- Abu Bakr Ibn Sayyid al-Nās (en), théologien.
- Agnès de Beaujeu, comtesse de Champagne.
- Andrieu Contredit d'Arras (it)
- Étienne Boileau, prévôt de Paris.
- Cunégonde de Souabe, princesse allemande.
- Marie d'Avesnes, comtesse de Blois, dame d'Avesnes, de Bohain et de Guise.
- Pietro Capocci, cardinal italien.
- Ugolino da Gualdo Cattaneo (en), religieux italien.
- Raymond de Fauga (en) (Raimond de Falgar, de Felgar ou encore Raimondo di Falgario), à Miremont (Languedoc), dominicain de la maison de Montpellier, évêque de Toulouse de 1232-1270.
- Chen Rong, peintre et poète chinois.
- Evpaty Kolovrat (en), bogatyr russe.
- Alexis Falconieri, un des sept fondateurs de l'ordre des Servites de Marie et saint de l'Église catholique.
- Gerbert de Montreuil, poète.
- Gilbert de Tournai, moine franciscain français.
- Guttorm de Norvège, roi de Norvège.
- Jehan Erart (en), trouvère.
- Helene Pedersdatter de Strange, reine de Suède et de Finlande.
- Ingerd Jakobsdatter (en), comtesse de Regenstein.
- Rudra Kandali (en), poète.
- Robert de Keldeleth, religieux.
- Judith de Kulmsee, moniale et sainte de l'Église catholique romaine.
- Kugyō (Minamoto no Yoshinari), deuxième fils de Minamoto no Yoriie, deuxième shogun de Kamakura.
- Martim Pires Machado (en), maire et noble du Royaume de Portugal.
- Mathilde de Brabant, fille d'Henri Ier de Brabant et de Mathilde de Boulogne.
- Mélisende de Lusignan, fille d'Amaury II de Lusignan, roi de Chypre et de Jérusalem, et d'Isabelle de Jérusalem.
- Huon de Méry, trouvère.
- Matthieu Paris, moine bénédictin anglais, historien, artiste enlumineur, hagiographe, cartographe, sculpteur et ouvrier en métal.
- Helene Pedersdatter de Strange, reine de Suède et de Finlande, épouse du roi Knut II de Suède.
- Démétrios Pépagoménos, médecin, vétérinaire, naturaliste byzantin.
- Pinamonte da Brembate (it), religieux italien.
- Jan Prandota (en), archevêque de Cracovie.
- Rolandino de Padoue, juriste et écrivain.
- Pierre de Vendôme, comte de Vendôme.
- Pierre de Montreuil, architecte français.
- Béatrice de Nazareth, moniale cistercienne, mystique et auteur spirituel des Pays-Bas méridionaux.
- Hugues de Saint-Cher, théologien et cardinal.
- Olivier de Termes, chevalier, le plus actif des opposants à la croisade des Albigeois et protecteur des cathares.
- Simone Paltineri, cardinal italien.
- Jean de la Rochelle, philosophe et théologien franciscain français.
- Ulrich von Liechtenstein, chevalier, homme politique et troubadour.
- Yona Gerondi, rabbin et moraliste juif espagnol.
- Guillaume de Sherwood, philosophe et enseignant.

- Vers 1200 :
- Reinmar von Zweter, poète allemand († après 1248).